# Ceduna
Ceduna è una città dell'Australia Meridionale (Australia) sita a 630 chilometri a nord-ovest di Adelaide ed è la sede della Municipalità di Ceduna.
Al censimento del 2006 contava 2.304 abitanti, di cui poco meno di un quarto erano di origine aborigena.